# Tibetaans staatsorakel
Het Tibetaans staatsorakel, ook wel het orakel van Nechung genoemd, is het staatsorakel van Tibet. Het medium staat aan het hoofd van het klooster Nechung in Tibet, dat sinds de Tibetaanse diaspora is verplaatst naar McLeod Ganj bij Dharamsala in Noord-India.
In Tibet en andere delen van de Himalaya hebben orakels een rol gespeeld bij openbaringen, religie, doctrines en voorspellingen. Het staatsorakel heeft door de eeuwen heen de functie gehad van orakel tijdens het maken van belangrijke beslissingen door de regering van Tibet, zoals de dalai lama of de regenten in historisch Tibet.

## Oorsprong
Volgens de traditie bracht Padmasambhava bij de stichting van Samye in de 8e eeuw, het eerste boeddhistische klooster in Tibet, de daar aanwezige lokale godheden en demonen onder controle. Hij gaf hen het ultimatum zich tot het boeddhisme te bekeren dan wel te verdwijnen. Die kozen voor de eerste optie en beloofden daarbij voortaan Tibet en boven al de dharma te beschermen met dezelfde wil en kracht waarmee ze tot dan toe het boeddhisme hadden bestreden.
Zij werden onder het gezag geplaatst van Gyalpo Pehar, die tot de beschermer van het klooster Samye werd gemaakt.
Het Nechungorakel is niet het enige, maar wel het belangrijkste medium waardoor Pehar verondersteld wordt zich te kunnen uiten.
Het Nechungorakel was tot in de 17e eeuw een onderdeel van de nyingmatraditie.
Vanaf ca. 1650 was na een decennialange burgeroorlog de gelug de dominante machtsfactor in Tibet geworden. Om die dominantie verder te verankeren werden door de vijfde dalai lama, onder meer onderdelen van andere tradities binnen het Tibetaanse boeddhisme geïncorporeerd in die gelugtraditie. Het orakel werd door hem overgeplaatst naar het toen recent gestichte Nechungklooster in de onmiddellijke omgeving van Lhasa. Vanaf dat moment wordt het Nechungorakel onderdeel van de gelugtraditie.

## Andere manifestaties van Pehar
Er waren overigens twee andere mediums van Pehar in Tibet aanwezig. De eerste manifestatie van die twee leefde in het klooster Dongnysgling, een oorspronkelijk klooster van de kagyütraditie, dat als gevolg van de uitkomst van de burgeroorlog geannexeerd werd door de gelug. Daar werd door de vijfde dalai lama ook een medium van Pehar geïnstalleerd voor het geval Pehar geen antwoord op vragen wenste te geven via het Nechungorakel dan wel politiek niet gewenste antwoorden gaf, die een second opinion vergden.
De tweede leefde vanaf eind 17e eeuw in een heiligdom van het klooster Kumbum nabij de geboorteplaats van Tsongkhapa, de geestelijke vader van het gedachtegoed van de gelug.

## Rol van het orakel
In de Tibetaanse geschiedschrijving is vermeld dat het Nechungorakel al in die eerste periode zijn waarde bewees omdat hij vanwege zijn helderziende vermogens ontdekt zou hebben, dat de Nepalese gemeenschap in Lhasa voornemens was om alle waterbronnen in Lhasa te vergiftigen en zo ook bewoners van de stad om te brengen. Het complot zou hierdoor verijdeld zijn.
Het orakel is in wezen alleen het medium van Pehar. Dat neemt niet weg dat het meermalen is voorgekomen dat ook de persoon van het orakel verantwoordelijk werd gehouden voor zijn uitspraken en op basis van op dat moment aanwezige politieke opportuniteit gestraft of uit de functie gezet kon worden. Het orakel behoorde tot de hoogste geestelijken in het land, had als een van de zeer weinigen naast de dalai lama het recht zich in een gele draagstoel te verplaatsen.
Het orakel maakte dus ook deel uit van de politieke hiërarchie in het land met de daaraan verbonden risico's.
Het orakel speelde een belangrijke rol bij de selectie van de zevende dalai lama. Er zijn echter geen historische bronnen aanwezig die ook maar enige activiteit van het orakel vermelden in de ruim anderhalve eeuw tussen de selectie van de zevende dalai lama en de aanvang van de periode van de dertiende dalai lama, eind 19e eeuw.
In 1884 was er een incident aan de grens tussen Sikkim en Tibet. De Tibetanen hadden een bergtop bezet, die naar het oordeel van de Britten in het door hen beheerste Sikkim lag. De bezetting van de berg was op basis van een uitspraak van Pehar via het orakel, dat de magische krachten van de berg garant zouden staan om iedere opmars van Britse troepen te weerstaan. In 1904 bij de Britse inval in Tibet en intocht in Lhasa voorspelde het orakel een Tibetaanse victorie, maar voegde zich in het gezelschap van de dalai lama dat naar Mongolië vluchtte. Na enkele jaren keerde hij terug naar het Nechungklooster, maar werd door de regering van Tibet uit zijn ambt gezet.
Een van zijn opvolgers herwon enig prestige door het ontdekken van het zoveelste complot gericht op het leven van de dertiende dalai lama.
In 1931 zou het orakel ook de naderende ziekte en dood van de dalai lama hebben voorspeld. Hij was dan ook een van de weinigen die in 1933 aan het ziekbed van de dalai lama werd toegelaten. In de zeer roerige tijd, volgend op de dood van de dalai lama werd het orakel beschuldigd van het opzettelijk toedienen van verkeerde medicatie aan Thubten Gyatso. Op basis van de gedachte dat de keus voor de medicatie echter deze keer door Pehar werd ingegeven en het orakel slechts het medium was en niet zelf verantwoordelijk daarvoor ontkwam het orakel aan strafvervolging.
Er zijn overigens historici en tibetologen, zoals de prins Peter van Griekenland en Denemarken, die betoogd hebben dat het overlijden van de dertiende dalai lama het doelgerichte resultaat was van een nieuw complot tegen zijn leven met het Nechungorakel als een van de belangrijkste samenzweerders.
Nog in 1947 weigerde de Tibetaanse regering op basis van een uitspraak van het orakel een Britse bergexpeditie permissie om Tibet binnen te komen om de Mount Everest vanuit het noorden te beklimmen.
Begin 1950, nog voor de daadwerkelijke Chinese inval in Tibet, adviseerde het orakel dat de veertiende, op dat moment nog minderjarige dalai lama formeel geïnstalleerd diende te worden. Op dat moment weigerde de Tibetaanse regering dat advies op te volgen. Nadat de invasie echter ook gestart was, werd het orakel opnieuw geconsulteerd. Deze keer weigerde Pehar, beledigd dat zijn eerste advies niet was opgevolgd, bezit te nemen van het orakel. Het Nechungorakel kon echter af en toe ook in bezit genomen worden door andere geesten en een van hen antwoordde dat de veertiende dalai lama onmiddellijk met de macht bekleed moest worden.
Deze keer volgde de regering van de laatste regent in Tibet, de tweede Tagdrag Rinpoche, het advies op.

## Selectie van orakels
De meeste van de Tibetaanse orakels ervaren hun eerste trance aan het begin van de puberteit. De traditie wil dat zij deze eerste ervaringen van een trance ongewild ondergaan. Met name de personen die geacht worden medium te zijn of te worden van de meer belangrijke dharmapalas dienen een uitgebreide training te ondergaan. Het Nechungorakel speelt in de erkenning daarvan een belangrijke rol. Ook de regering van historisch Tibet speelde bij de erkenning van de belangrijkste orakels een rol door hen te testen op de juiste uitkomst van een gevraagde profetie. In de traditie, maar nooit gezien door westerse waarnemers, speelt bij de erkenning het tonen van enorme fysieke kracht een rol. Op het hoogtepunt van de trance zou een kandidaat voor het Nechungorakel een stalen zwaard van de beste kwaliteit tot een spiraal moeten kunnen buigen.
Het orakel maakte deel uit van de élite en daarmee was het ook een lucratieve functie. Het kwam dan ook voor dat er meerdere kandidaten, ieder met hun eigen kamp van aanhangers voor de functie waren. Dat was bijv het geval voor de eerste opvolger van het orakel die de onjuiste voorspelling had gedaan ten aanzien van de Britse inval in 1904. Dat leidde tot een aantal incidenten met als gevolg dat enkele tientallen monniken van het Nechungklooster een levenslange gevangenisstraf opgelegd kregen.

## Beschrijving door Tenzin Gyatso
Volgens Tenzin Gyatso, de 14e dalai lama, in zijn Vrijheid in ballingschap (1990), is de bedoeling van orakels niet alleen de toekomst voorspellen, maar ook te beschermen, te genezen en vooral 'de mensen te helpen in het beoefenen van dharma. De naam 'orakel' zou impliceren dat het mensen zijn met profetische gaven, wat onjuist is. In de Tibetaanse traditie gaat het om 'mannen en vrouwen die als medium fungeren tussen de natuurlijke en de geestelijke gebieden.' Ze krijgen de naam kuten (de fysieke basis). Orakels kunnen beter, volgens de dalai lama, beschreven worden als geesten, die met dingen, mensen en plaatsen worden geassocieerd. 'Dit moet echter niet opgevat worden als een geloof in het bestaan van uiterlijke, onafhankelijke entiteiten.' Vroeger zouden er in Tibet honderden orakels zijn geweest, maar daar zijn er maar een paar van over, die door de Tibetaanse regering worden gebruikt. Het Nechung-orakel is de voornaamste, door wie zich Dorje Drakden manifesteert. 
Nechung kwam, samen met een afstammeling van de Indiase wijze Dharmapala, naar Tibet en vestigde zich in het gebied Bata Hor in Centraal-Azië. Hij werd in de 8e eeuw door Padmasambhava, tijdens de regering van koning Trisong Detsen, tot beschermer van het Samye-klooster benoemd, dat werd gebouwd en gesticht door de Indiase geleerde, de abt Shantarakshita. Gendün Gyatso, de tweede dalai lama, ontwikkelde een nauwe band met Nechung - inmiddels met het Drepung-klooster verbonden - en Dorje Drakden werd sindsdien de 'persoonlijke beschermer van de opeenvolgende dalai lama's'. 
Tijdens Monlam en Losar (Tibetaans nieuwjaar)-feesten en op andere momenten wordt het Nechung-orakel geraadpleegd. De 14e dalai lama raadpleegt hem verschillende keren per jaar. Hij baseert zich niet alleen op de uitspraak van het orakel. Hij beschouwt de goden als zijn 'Hoger Huis' en de Kashag (regering) als zijn 'Lager Huis'. De taak van de dalai lama, leiderschap, is vreedzaam; de taak van het orakel, bescherming en verdediging, is toornig. Zijn verhouding tot Nechung is van commandant tot zijn luitenant. Toen de dalai lama ongeveer 14 jaar was en het orakel een vraag over China werd gesteld, boog de kuten vijftien keer met zijn zware, massieve helm in de richting van het oosten, om aan te geven waar het gevaar vandaan kwam. De kuten houdt zich alleen met belangrijke zaken bezig. Hij heeft in Dharamsala zijn eigen klooster. 
Bij formele gelegenheden draagt hij een overkleed van goud brokaten zijde met oude symbolen in rood, blauw, groen en geel. Op zijn borst draagt hij een ronde spiegel, omlijst door turkoois en amethist met een Sanskriet mantra, die verbonden is met Dorje Drakden. Hij trekt een harnas aan, dat vier vlaggen en drie overwinningsbanieren draagt. Deze uitrusting weegt meer dan 35 kg. Onder aanroepingen, gebeden en muziek, raakt de kuten in trance en gaat ondersteund door assistenten op een stoel voor de troon van de dalai lama zitten. De trance verdiept zich en hij krijgt een reusachtige helm op zijn hoofd, van ongeveer 15 kg (vroeger meer dan 40 kg). Zijn gezicht transformeert zich, wild, opgezwollen, met uitpuilende ogen en opgeblazen wangen, hij sist. De helm wordt nu vastgemaakt met een strakke knoop. De trance is compleet 'en het fysieke lichaam van het medium dijt zichtbaar uit'. Hij springt plotseling op, grijpt een zwaard en danst met langzame, waardige, enigszins dreigende stappen. Voor de dalai lama werpt hij zich ter aarde of buigt diep. Dan springt hij weer omhoog. Zijn lichaam lijkt als van rubber en aangedreven 'door een enorme krachtige springveer'. De dalai lama en Nechung wisselen offers uit en de dalai lama stelt zijn vraag en krijgt antwoord. De kuten keert terug naar zijn stoel en krijgt vragen van de kashag. Voor hij antwoord geeft, voert hij nog een dans uit, waarbij hij het zwaard boven zijn hoofd zwaait. Als de Dorje Drakden klaar is met spreken, brengt de kuten een laatste offer en stort in. Dan is de trance voorbij. De helm wordt losgemaakt en zijn assistenten dragen hem weg om te herstellen. De antwoorden zijn zelden vaag. 'Vaak is hij heel duidelijk, zoals bij mijn ontsnapping uit Lhasa bijvoorbeeld.' Toen, 17 maart 1959 schreeuwde het orakel 'Ga! Ga! Vannacht!' en de dalai lama vluchtte naar India.

## Lijst van staatsorakels[10]
- 1e: Lobsang Pälden
- 4e: Tsewang Pälbar
- 5e: Lobsang Gyatso
- 6e: Ngawang Gyatso
- 7e: Tsangyang Tamdin (Lobsang Tashi)
- 8e: Lhalungpa Shakya Yarpäl
- 9e: Lobsang Sönam -1e keer- (? - ca. 1935)
- 10e: Lhalungpa Gyaltsen Tharchin
- 11e: Lobsang Sönam -2e keer- (? - ca. 1935)
- 12e: Lobsang Namgyal (1935 - 1945)
- 13e: Lobsang Jigme (1945 - 1984)
- 14e: Thubten Ngödrub (1987 - )